# Laksefiskeri i Yemen (film)
 Denne artikel omhandler filmen. For andre betydninger af Laksefiskeri i Yemen, se Laksefiskeri i Yemen (flertydig).
Laksefiskeri i Yemen er en britisk-fransk film fra 2011 instrueret af Lasse Hallström med Ewan McGregor, Emily Blunt, Kristin Scott Thomas, Amr Waked og Rachael Stirling i hovedrollerne.
Filmens manus af Simon Beaufoy er baseret på romanen af samme navn fra 2007, forfattet af Paul Torday. Filmen handler om en fiskeekspert, som rekrutteres til et projekt, hvor en sheik har en vision om at drive sportsfiskeri i ørkenen i Yemen. Filmen indspilledes i London, Skotland og Marokko fra august til oktober 2010.
Filmen var nomineret som bedste drama- eller musicalfilm ved Golden Globe 2013. Begge hovedrolleindehaverne blev ligeledes nominerede til henholdsvis bedste mandlige og kvindelige skuespiller ved samme prisuddeling.

## Rolleliste
- Ewan McGregor - Alfred "Fred" Jones
- Emily Blunt - Harriet Chetwode-Talbot
- Kristin Scott Thomas - Patricia Maxwell
- Amr Waked - Sheikh Muhammad
- Rachael Stirling - Mary Jones
- Catherine Steadman - Ashley
- Tom Mison - Robert Mayers
- Hugh Simon - Udenrigsminister
- Conleth Hill - Bernard Sugden
- Steven Blake - Indenrigsminister
- Waleed Akhtar - Essad
- Pippa Andre - Assistent
- Simone Liebman - Turist
- Colin Kilkelly - Journalist
- James Cutting - Journalist
- Wadah Almaqtari - Tribes Man
- Mohammed Awadh - Tribes Man
- Hamza Saeed - Tribes Man
- Wail Hajar - Tribes Man
- Hamish Gray - Malcolm
- Abdul Alhumikani - Tribes Man

## Eksterne links
- Laksefiskeri i Yemen på Internet Movie Database (engelsk)
- Laksefiskeri i Yemen på Filmdatabasen
- Laksefiskeri i Yemen på Filmstriben
- Laksefiskeri i Yemen på Scope
- Laksefiskeri i Yemen i Svensk Filmdatabas (svensk)
- Laksefiskeri i Yemen i Svensk mediedatabas (svensk)
- Laksefiskeri i Yemen på AlloCiné (fransk)
- Laksefiskeri i Yemen på MovieMeter (nederlandsk)
- Laksefiskeri i Yemen på AllMovie (engelsk)
- Laksefiskeri i Yemens profil hos Encyclopædia Britannica Online (engelsk)